# بحث تشاركي قائم على المجتمع
البحث التشاركي القائم على المجتمع (CBPR) هو نهج بحثي عادل، يتعاون فيه الباحثون والمنظمات وأفراد المجتمع في جميع جوانب مشروع البحث. 
يُمكّن هذا البحث جميع أصحاب المصلحة من تقديم خبراتهم والمشاركة في عملية صنع القرار. تهدف مشاريع البحث التشاركي المجتمعي إلى زيادة المعرفة ووعي الجمهور بظاهرة معينة، وتطبيق هذه المعرفة لإنشاء تدخلات اجتماعية وسياسية تعود بالنفع على المجتمع. تتنوع مشاريع البحث التشاركي المجتمعي في مناهجها المتعلقة بإشراك المجتمع. بعض الممارسين أقل إشراكًا لأفراد المجتمع في عمليات صنع القرار، بينما يُمكّن آخرون أفراد المجتمع من توجيه أهداف المشروع.